# Real de Catorce
Real de Catorce egykori bányászváros, ma Mexikó San Luis Potosí államának egyik kedvelt turisztikai célpontja, Catorce község központja. Mint a környék egyik turisztikai központja, az országos turisztikai titkárságtól (SECTUR) megkapta a Pueblo Mágico címet.

## Földrajz

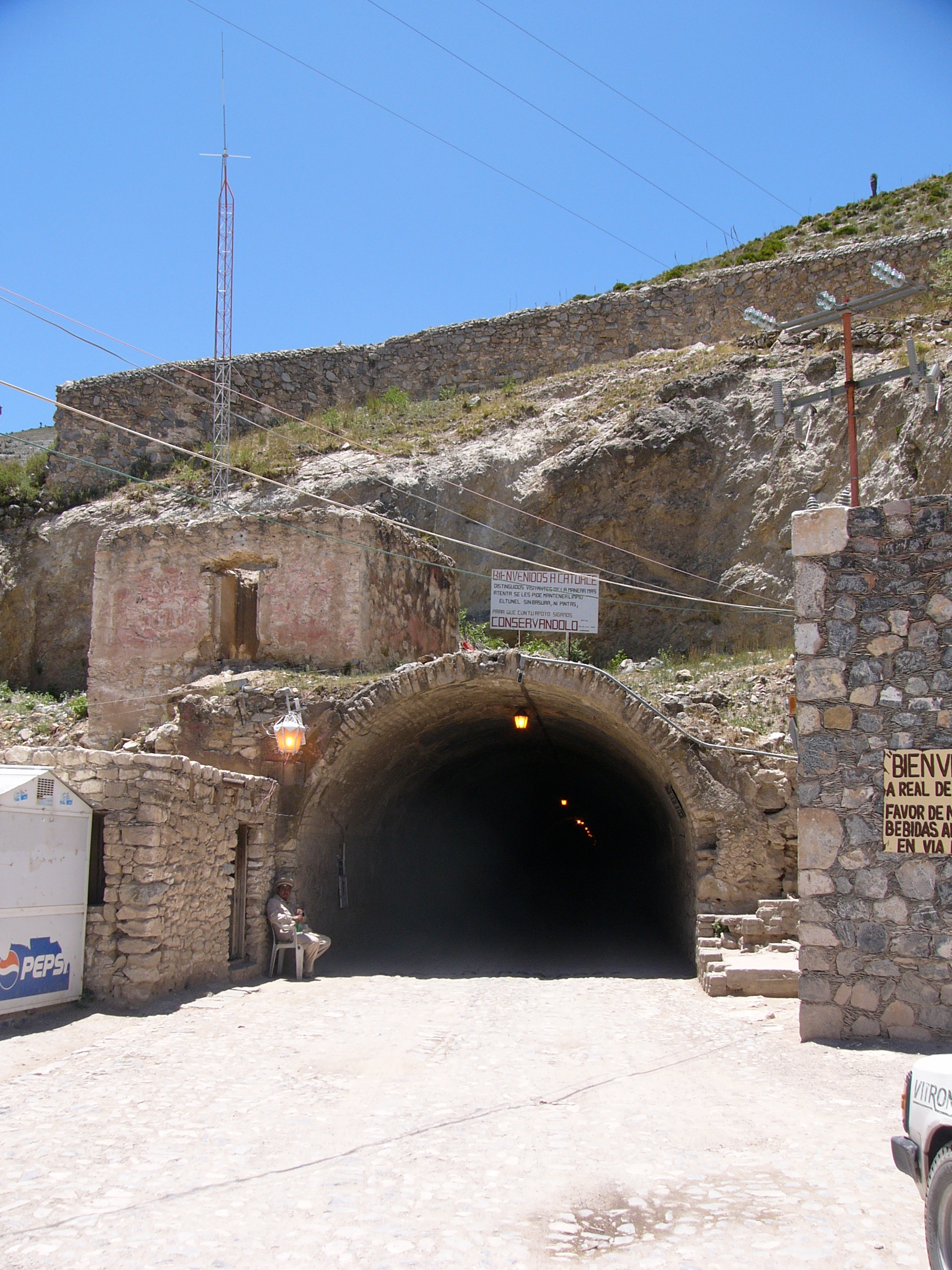
Az Ogarrio-alagút

A település San Luis Potosí állam északi részén, a Sierra de Catorce hegyei között épült fel. Bár nyugatról is megközelíthető egy keskeny, kanyargós hegyi úton, a fontosabb megközelítési lehetőség az északkeletre fekvő Cedral felől vezető út, mely áthalad a híres Ogarrio-alagúton is. Ez az alagút 2,72 km hosszú, és szűk volta miatt egyszerre csak egy irányban használhatják a járművek. Jelenleg az autóval való áthajtásért díjat is kell fizetni.

## Története
1773-ban Sebastián Coronado és Manuel Martínez a környéken járva felfedezték, hogy a hegyek mélye ezüst-teléreket rejt. 5 évvel később Bernabé Zepeda és Patricio Cuello megalapították a falut, méghozzá Real de Nuestra Señora de la Concepción de Guadalupe de Álamos néven. 1779-ben azonban máris megváltozott a település neve: Real de la Purísima Concepción de Catorce lett belőle.
A falu igen gyors fejlődésnek indult gazdag ezüstbányáinak köszönhetően. Hamarosan elkezdték a templom építését, csak úgy, mint több kápolnáét. 1798-tól kezdve azonban kezdtek kimerülni a bányák, többet be is zártak, így számos lakó elvándorolt az addig ígéretesnek tűnő településről és máshol próbált szerencsét.
A függetlenségi harcok kezdetekor azonnal lázba jött a megmaradt lakosság: 1810. december 8-án örömmel fogadták vezetőjükké José Mariano Jiménezt. 1811-ben Félix María Calleja del Rey későbbi alkirály rendeletére megalakult a településen a Biztonsági Tanács (Junta de Seguridad), melynek azonban több tagja Jiménez seregéhez csatlakozott (igaz, nem sokkal később vissza is tértek). Nem sokkal később Juan de Villerías felkelő-vezér is járt a faluban, de a háború többi eseménye elkerülte a vidéket.
1826. július 19-én hozták létre az államban az akkor partidónak nevezett közigazgatási egységeket: az egyiknek éppen Catorce lett a székhelye. Az 1858–1860 közötti reformháborút igen megszenvedte a település: több banda tört be ide, a gazdagokat letartóztatták és nagy mennyiségű pénzt raboltak tőlük. 1869-ben a gyorsabban fejlődő Matehuala lett a közigazgatási egység központja, de ma újra Real de Catorce a község székhelye és Matehuala is önálló község.
1871-ben jelent meg Catorce első újságja, az El Único, majd 1873-ban forradalmi bányászati újítást próbáltak ki a helyi La Purísima bányában: egész Mexikóban itt alkalmaztak először dinamitot a puskapor helyett. 1877-ben a Matehuala felé vezető úttal együtt távíróvonalat is létesítettek a két település között, majd 1881 és 1885 között az utcák kövezése készült el. 1888-ban érte el a vasút a környéket: a vasútállomás kb. 10 km-rel nyugatra, a hegyeken túl épült fel, mára egy 1000-nél is több lakosú önálló település, Estación Catorce épült köré.
Bár a 19. század második felében még fellendült a korábban hanyatló bányászat, később a bányászok elhagyták a „szellemvárossá” vált települést. Ma mintegy 1000 állandó lakója van, a fő megélhetési forrás pedig a turizmus.

## Turizmus, látnivalók

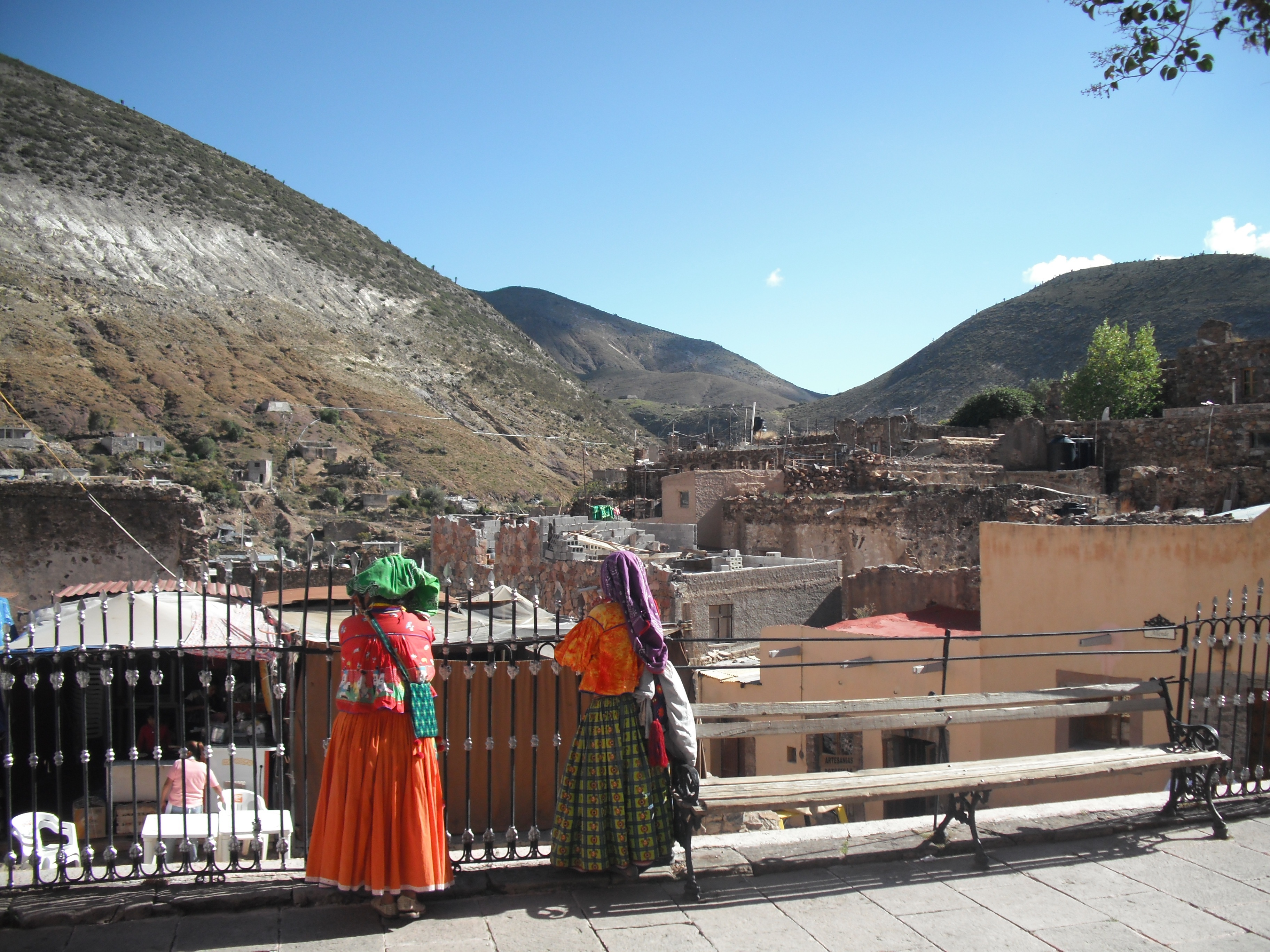
Vicsol zarándokok

Az igazi látnivaló itt maga a város: az igen szép fekvésű, régi épületekből álló település egyedülálló hangulatú egész Mexikóban. 18. századi templomához (Templo de la Purísima Concepción de Real de Catorce) október elején, Assisi Szent Ferenc ünnepe alkalmából ezrek zarándokolnak el, de zarándoklatokat tartanak Real de Catorcébe a vicsol indiánok is Nayarit, Durango, Jalisco és Zacatecas államok területéről, igaz, egészen más okból: ők a Cerro Quemadót („Égett Csúcs”) látogatják és halmozzák el vallásos felajánlásokkal, ugyanis hitük szerint ez Tatewari tűzisten szülőhelye. Szent növényük, a pejotl (saját nyelvükön hikuri) nevű kaktuszfajta is, melyből a szertartásaikon használt hallucinogén anyagot vonják ki, többek között itt őshonos. Sok turista pedig sportolás céljából látogat ide: a tiszta levegő kiválóan alkalmas a kerékpáros és futóedzésekhez.

## Real de Catorcében forgatott filmek
A különleges környezet ideális helyszín volt több film forgatásához. Itt készült többek között az A mexikói és a Las Bandidas legtöbb jelenete, de bizonyos részeit az A Sierra Madre kincsének és a Puerto Escondidónak is itt rögzítették.